# Eka Darville
Eka Darville (Cairns, Queensland; 11 de abril de 1989) es un actor australiano, más conocido por haber interpretado a Scott Truman, el Power Ranger Rojo en la serie  Power Rangers RPM.

## Biografía
Eka asistió al instituto de Byron Bay. Actualmente vive entre Byron Bay y Sídney. Disfruta practicando skateboard y surf.

## Carrera
En el 2008 obtuvo su primer papel importante en la televisión cuando interpretó al surfista Adam Bridge en la tercera temporada de la serie de televisión australiana Blue Water High. 
En el 2009 se unió al elenco de la serie infantil Power Rangers RPM donde interpretó al power Ranger Rojo Scott Truman. 
Un año después en el 2010 apareció como personaje recurrente en la serie Spartacus: Blood and Sand, donde interpretó a Pietros, un esclavo homosexual.
Ese mismo año se unió a la experiencia de Deya Dova en vivo, un espectáculo de baile de 3 piezas.
En el 2013 se unió al elenco recurrente de la serie The Originals donde interpretará a Diego, un vampiro.
A finales de febrero del 2015 se anunció que Eka se había unido al elenco de la nueva serie A.K.A. Jessica Jones donde interpreta a  Malcolm, el vecino de Jessica Jones.

## Filmografía

### Series de televisión
| Año         | Título                    | Personaje    | Notas                    |
| ----------- | ------------------------- | ------------ | ------------------------ |
| 2015 - 2019 | A.K.A. Jessica Jones      | Malcolm      | 13 episodios             |
| 2015        | Empire                    | Ryan Morgan  | 5 episodios              |
| 2013 - 2014 | The Originals             | Diego        | 13 episodios             |
| 2013        | The Vampire Diaries       | Diego        | episodio "The Originals" |
| 2011        | Terra Nova                | Max Pope     | 3 episodios              |
| 2011        | The Elephant Princess     | Taylor       | 27 episodios             |
| 2010        | Spartacus: Blood and Sand | Pietros      | 6 episodios              |
| 2009        | Power Rangers RPM         | Scott Truman | 32 episodios             |
| 2009        | Blue Water High           | Adam Bridge  | 26 episodios             |
| 2008        | East of Everything        | Skater       | episodio "Viola Baby"    |
| 2002        | Sleep Over Club           | -            | como extra               |

### Películas
| Año  | Título                            | Personaje           | Notas |
| ---- | --------------------------------- | ------------------- | --- |
| 2024 | Kingdom of the Planet of the Apes |                     | junto a Owen Teague, Freya Allan, Peter Macon y Kevin Durand                                                                                 |
| 2018 | Her Smell                         | Ya-ema              | junto a Elisabeth Moss, Cara Delevingne, Dan Stevens, Agyness Deyn, Gayle Rankin, Ashley Benson, Dylan Gelula, Virginia Madsen y Amber Heard |
| 2013 | Blink                             | Fisher              | junto a Johnny Simmons, Madeline Carroll, Sarah Smyth y Brian Markinson                                                                      |
| 2012 | Power Rangers Samurai: The Movie  | Scott Truman        | junto a Alex Heartman, Najee De-Tiege, Erika Fong y Hector David Jr.                                                                         |
| 2012 | Mister Pip                        | Pip                 | junto a Hugh Laurie y Florence Korokoro |
| 2012 | The Sapphires                     | Hendo               | junto a Chris O'Dowd, Deborah Mailman, Jessica Mauboy, Rhys Muldoon, Shari Sebbens y Beau Brady                                              |
| 2012 | Shelter                           | Bobby Repeta        | junto a Zachary Abel, Scott Eastwood, Malese Jow y Hannah New                                                                                |
| 2006 | Answered by Fire                  | Takish              | junto a Stephanie Meehan |
| -    | Nim's Island                      | Joven en la Batería | - |

### Apariciones
| Año | Anuncio           | Notas                        |
| --- | ----------------- | ---------------------------- |
| -   | Wii Sports Resort | anunció de Nintendo Wii Game |